# Vallée de Lasieso
 (septembre 2023).
Si vous disposez d'ouvrages ou d'articles de référence ou si vous connaissez des sites web de qualité traitant du thème abordé ici, merci de compléter l'article en donnant les références utiles à sa vérifiabilité et en les liant à la section « Notes et références ».
La vallée de Lasieso (Bal de l'Asieso en aragonais) est une petite vallée pyrénéenne située sur le territoire de la commune de Biescas, dans la comarque d'Alto Gállego (province de Huesca).
Il n'y a pas de localité à l'intérieur de la vallée. On trouve seulement quelques cabanes dans la forêt, utilisées dans le passé comme refuge par des bergers ou des charbonniers qui travaillaient auparavant dans ce lieu.

## Géographie
La vallée est traversée par les gorges du Lasieso, qui naît dans la partie supérieure de la vallée, et se jette dans le Gállego.

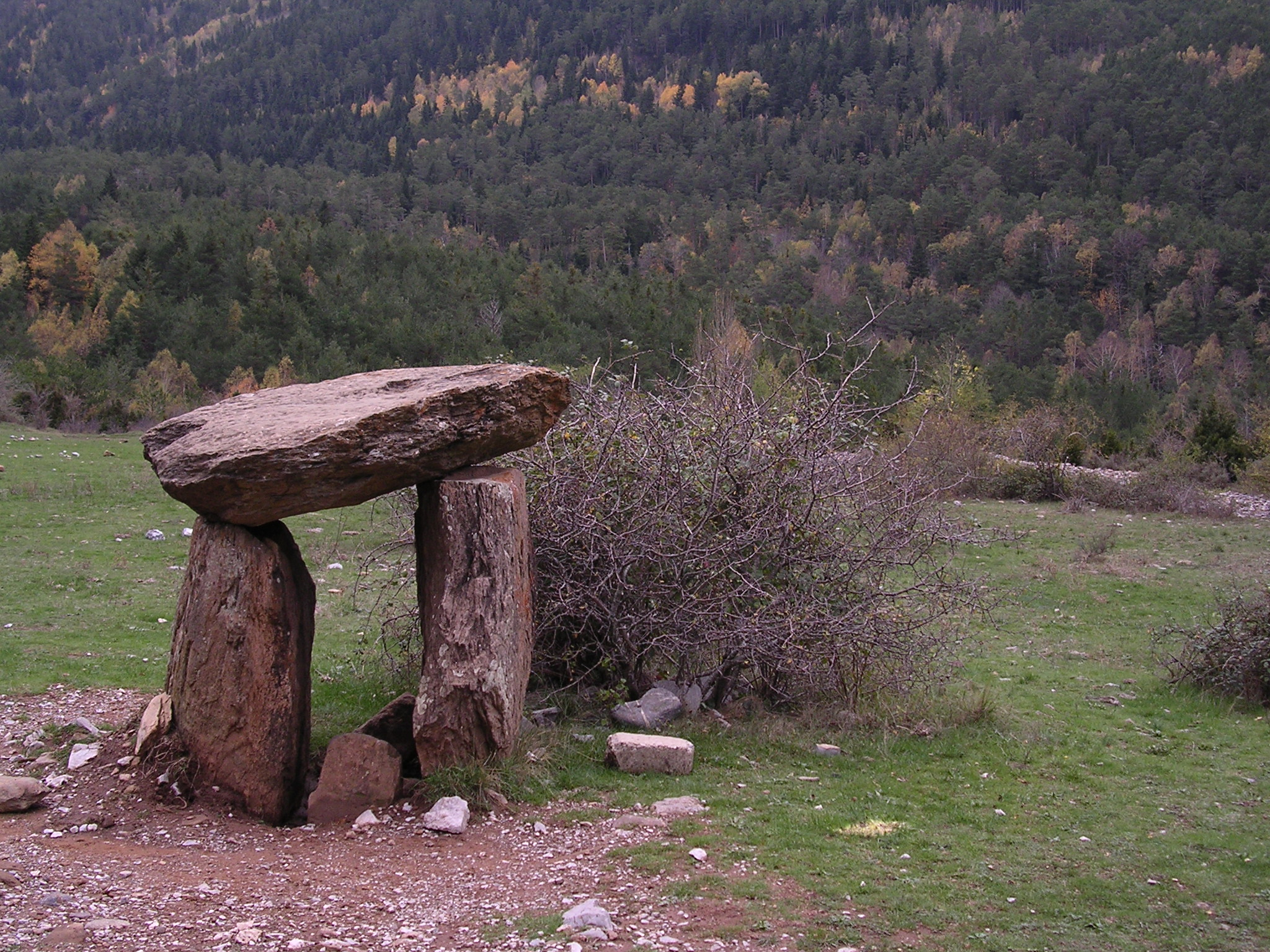
Dolmen de Santa Elena (Biescas).

Les centres d'intérêt de la vallée sont le dolmen de Santa Elena, qui se trouve à l'entrée de la vallée, proche de l'ermitage du même nom, situé dans la vallée de Tena, ainsi que la zone d'escalade présente dans sa partie intérieure.
L'accès à la paroi d'escalade se fait par un chemin large qui court dans la forêt.